# پوپراد
پوپراد (به مجاری: Poprád) با جمعیت ۵۵٬۰۴۲ در ناحیه پوپراد، اسلواکی واقع شده‌است.